# Anneliese Botond
Anneliese Botond (* 1. Juli 1922 in Weilheim; † 3. Dezember 2006) war eine deutsche Verlagslektorin und Übersetzerin.

## Leben
Anneliese Botond studierte und promovierte an der Universität von Paris. Sie war als Lektorin für den Insel- und den Suhrkamp Verlag tätig. Sie betreute u. a. die Autoren Paul Celan und Thomas Bernhard. Daneben übersetzte sie seit den 1960er Jahren französische und lateinamerikanische Autoren ins Deutsche. Für ihre Übertragungen der Werke des kubanischen Autors Alejo Carpentier erhielt sie 1984 den Johann-Heinrich-Voß-Preis für Übersetzung der Deutschen Akademie für Sprache und Dichtung in Darmstadt.

## Veröffentlichungen

### Eigene Werke
- Die Wahlverwandtschaften, Würzburg 2006
- Hrsg. Raimund Fellinger: Briefe an Thomas Bernhard. Korrektur Verlag, Mattighofen, Oberösterreich 2018, ISBN 978-3-9503318-8-2 (postum)[2]

### Herausgeberschaft
- Über Thomas Bernhard, Frankfurt a. M. 1970

### Übersetzungen
- Isabel Allende: Das Geisterhaus, Frankfurt am Main 1984
- Orlando Araujo: Venezuela, Frankfurt a. M. 1971
- Marcel Aymé: Der Bilderbrunnen, Frankfurt a. M. 1963
- Miguel Barnet: Alle träumten von Cuba, Frankfurt am Main 1981
- Rivera Héctor Béjar: Peru 1965, Frankfurt a. M. 1970
- Mario Benedetti: Pedro und der Hauptmann, Bad Homburg v. d. H. 1984
- Roger Caillois: Ars poetica, München 1968
- Alejo Carpentier: Barockkonzert, Frankfurt am Main 1976
- Alejo Carpentier: El derecho de asilo, Stuttgart 1979
- Alejo Carpentier: Die Farben eines Kontinents, Frankfurt am Main 2003
- Alejo Carpentier: Die Harfe und der Schatten, Frankfurt am Main 1979
- Alejo Carpentier: Die Hetzjagd, Frankfurt am Main 1990
- Alejo Carpentier: Krieg der Zeit, Frankfurt am Main 1977
- Alejo Carpentier: Le sacre du printemps, Frankfurt am Main 1995
- Alejo Carpentier: Stegreif und Kunstgriffe, Frankfurt am Main 1980
- Alejo Carpentier: Die verlorenen Spuren, Frankfurt am Main 1979
- Michel Foucault: Psychologie und Geisteskrankheit, Frankfurt a. M. 1968
- Michel Foucault: Schriften zur Literatur, München 1974 (übersetzt zusammen mit Karin von Hofer)
- Felisberto Hernández: Die Hortensien, Frankfurt am Main 1985
- Jules Laforgue: Berlin – der Hof und die Stadt, Frankfurt a. M. 1970
- José Lezama Lima: Paradiso, Frankfurt am Main 1979 (übersetzt zusammen mit Curt Meyer-Clason)
- Pierre Carlet de Marivaux: Das Spiel von Liebe und Zufall, Frankfurt am Main 1981
- Pablo Neruda: Um geboren zu werden, Darmstadt [u. a.] 1980
- Juan Carlos Onetti: Lassen wir den Wind sprechen, Frankfurt am Main 1986
- Juan Carlos Onetti: Leichensammler, Frankfurt am Main 1988
- Juan Carlos Onetti: Magda, Frankfurt am Main 1989
- Manuel Puig: Die Engel von Hollywood, Frankfurt am Main 1981
- Manuel Puig: Der Kuß der Spinnenfrau, Frankfurt am Main 1979
- Julio Ramón Ribeyro: Heimatlose Geschichten, Zürich 1991
- Georges Simenon: Der Tod des Auguste Mature, Zürich 1980
- Georges Simenon: Die Zeugen, Zürich 1980
- Ramón del Valle-Inclán: Frühlingssonate, Frankfurt am Main 1980
- Mario Vargas Llosa: Der Krieg am Ende der Welt, Frankfurt am Main 1982
- Voltaire: Über den König von Preußen, Frankfurt a. M. 1967
- Marguerite Yourcenar: Orientalische Erzählungen, Frankfurt a. M. 1964